# Adrianna Franch
Adrianna Nichole Franch (født 12. november 1990) er en kvindelig amerikansk fodboldspiller, der spiller som målmand for Portland Thorns FC i National Women's Soccer League og USA's kvindefodboldlandshold, siden 2018. Hun har tidligere spillet for Western New York Flash og norske Avaldsnes IL.
Franch fik debut på det amerikanske A-landshold i Februar 2019, i en landskamp mod England ved SheBelieves Cup 2019. Allerede i 2012, var hun indkaldt til landsholdstræning, af Pia Sundhage, til forbederelserne før Sommer-OL 2012.
Hun var med til at vinde VM 2019 i Frankrig.